# Dorothy Maharam
Dorothy Maharam Stone (ur. 1 lipca 1917 w Parkersburgu, zm. 27 września 2014) – amerykańska matematyk. Wniosła spory wkład w rozwój teorii miary. Była żoną brytyjskiego matematyka Arthura Harolda Stone’a.

## Życiorys
Ukończyła studia na Carnegie Institute of Technology w 1937 r., broniąc pracy On measure in abstract sets. Zapoczątkowała rozwój badań nad skończenie addytywnymi miarami, określonymi np. na algebrach Boole’a. Postawiła problem, zwany dziś od jej nazwiska, problemem Maharam.
W 1942 roku poślubiła Stone’a. Mieli dwoje dzieci – Davida i Ellen – również matematyków. Przeszła na emeryturę w 2001, rok po śmierci swojego męża.